# Pachyotoma crassicauda
Pachyotoma crassicauda är en urinsektsart som först beskrevs av Tycho Fredrik Hugo Tullberg 1871. Pachyotoma crassicauda ingår i släktet Pachyotoma, och familjen Isotomidae. Arten är reproducerande i Sverige.